# 명망가정당
명망가정당(名望家政黨, 독일어: Honoratiorenpartei 호노라티오렌파르타이[*])은 특정한 명망가의 개인적 연결에 의해 형성되는 정당이다.
참정권이 제한되어 있는 사회 등에서는 정책보다 정치가 개인의 사회적 명망에 의해 의원이 선출되는 경우가 맣으며, 이러한 명망가들이 형성하는 정당을 명망가정당이라고 부른다. 명망가정당은 내부기구가 정비되어 있지 않고, 엄격한 당규율이 없고, 지도자를 중심으로 느슨하게 결합한 것이 특징이다. 정치권 이권을 통해 이합집산하기 쉽고 정치활동은 개인책임의 원칙에 달려 있다.
이에 반하여 대중으로부터 선거된 의원과 다수 당원을 가지고 국민의 지지확대를 위해 조직화된 정당을 대중정당이라고 한다. 일반적으로는 선거권이 확대됨에 따라 정치의 중심이 서서히 명망가정당에서 대중정당으로 변화해 간다.